# اولیو شراینر
اولیو شراینر (۲۴ مارس ۱۸۵۵ – ۱۱ دسامبر ۱۹۲۰) نویسنده، فعال ضد جنگ و روشنفکر اهل آفریقای جنوبی بود. او بیشتر به خاطر رمان داستان یک مزرعهٔ آفریقایی (۱۸۸۳)، که بسیار مورد تحسین قرار گرفته است، شناخته می‌شود. این رمان به‌طور جسورانه به مسائلی همچون اگنوستیسیسم، استقلال وجودی، فردگرایی، آرزوهای حرفه‌ای زنان و ماهیت اساسی زندگی در مرزهای استعماری پرداخته است.
از اواخر قرن بیستم، محققان همچنین شراینر را به عنوان حامی آفریکانرها و سایر گروه‌های آفریقای جنوبی که برای دهه‌ها از قدرت سیاسی محروم بودند، مانند سیاه‌پوستان بومی، یهودیان و هندی‌ها، شناخته‌اند. با اینکه او به سوسیالیسم، صلح‌طلبی، گیاه‌خواری و فمینیسم علاقه نشان می‌داد، دیدگاه‌هایش از دسته‌بندی‌های محدود فرار می‌کرد. آثار منتشر شده و نوشته‌های دیگر او ارزش‌هایی مانند اعتدال، دوستی و تفاهم بین همه مردم را ترویج می‌کردند و از مشکلات رادیکالیسم سیاسی که او به‌طور آگاهانه از آن دوری می‌کرد، اجتناب می‌کردند. او که به عنوان یک آزاداندیش مادام‌العمر شناخته می‌شد، همچنان به روح کتاب مقدس مسیحی پایبند بود و نسخه‌ای سکولار از جهان‌بینی والدین مبلغ خود با عناصر عرفانی توسعه داد.
شراینر همچنین به خاطر رمان دیرینه‌اش «از انسان به انسان یا شاید فقط»(۱۹۲۶) که پس از مرگش منتشر شد، شناخته می‌شود. او قبل از مرگش بازبینی‌های آن را تکمیل نکرده بود. اولین نسخه توسط همسرش، ساموئل کرونرایت-شراینر، تهیه شد. این رمان دوباره توسط انتشارات دانشگاه کیپ‌تاون (ویرایش و معرفی توسط دوروتی درایور) ویرایش و منتشر شد. این نسخه اشتباهات قبلی را اصلاح کرده و پایان دیگری به رمان اضافه می‌کند که در کلمات خود شراینر به علاوه خلاصه‌ای از همسرش ارائه شده است. «از انسان به انسان یا شاید فقط» به گفته شراینر محبوب‌ترین رمان او بود. از بررسی محدودیت‌های زنان سفیدپوست در زندگی خانگی در دوران استعماری آفریقای جنوبی، رمان در نهایت به گنجاندن زنان و دختران سیاه‌پوست می‌پردازد که حضورشان به تدریج به تلاش شخصیت اصلی برای بازآفرینی خود و آموزش فرزندانش در مقابل نژادپرستی و تبعیض جنسی دوران کمک می‌کند.

## زندگی‌نامه
کارل شومن، یک مورخ و کارشناس در مورد شراینر در آفریقای جنوبی، نوشت که او در زمینهٔ آفریقای جنوبی یک چهرهٔ برجسته بود. او الگوی اساسی زندگی او را به شرح زیر خلاصه می‌کند و به دوره‌هایی از زندگی خارج از کشورش اشاره می‌کند:
از دیدگاه زمانی، زندگی اولیو شراینر الگوی جالبی نشان می‌دهد. پس از اینکه او بیست و پنج سال اول خود را در آفریقای جنوبی گذراند… او برای بیش از هفت سال در انگلستان بود و در این مدت نیز در اروپا زندگی کرد. پس از این، او برای بیست و چهار سال در آفریقای جنوبی زندگی کرد، زمانی که دوستی او با رودز، جنگ آنگلو-بوئر و درگیر شدن او در مسائلی مانند نژادپرستی و شرایط زنان بود. پس از این، تبعید دیگری در انگلستان برای هفت سال انجام شد؛ و تنها اندکی قبل از مرگش در سال ۱۹۲۰ به آفریقای جنوبی بازگشت.

## اوایل زندگی

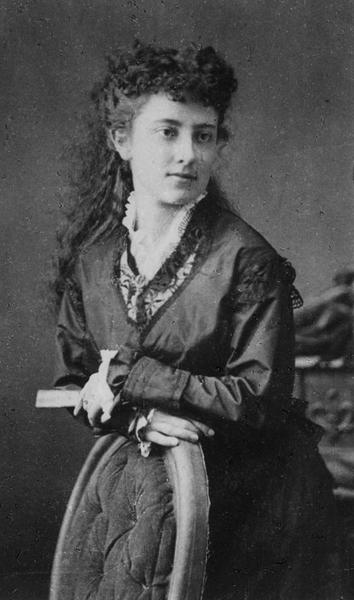

اولیو امیلی آلبرتینا شراینر نهمین از دوازده فرزند زوجی مبلغ مذهبی بود که در ایستگاه انجمن میسیونری وسلیان در ویتبرگن در کیپ شرقی، نزدیک هیرشل در آفریقای جنوبی به دنیا آمد. والدین او، گوتلوب شراینر و ربکا (نام خانوادگی لیندال)، در سال ۱۸۳۷ در انگلستان ازدواج کردند. او به نام سه برادر بزرگ‌تر خود، الیور (۱۸۴۸–۱۸۵۴)، آلبرت (۱۸۴۳–۱۸۴۳) و امیل (۱۸۵۲–۱۸۵۲)، که همگی قبل از تولد او درگذشتند، نامگذاری شد. کودکی او سخت بود: پدرش مهربان و ملایم بود، اما بی‌عملکردی او منجر به مشکلاتی برای خانواده شد. اما مادرش ربکا مصمم بود که همان محدودیت‌ها و خودانضباطی‌هایی که بخشی از تربیت او بود را به فرزندانش آموزش دهد. اولیو تقریباً تمام آموزش ابتدایی خود را از مادرش دریافت کرد که بسیار اهل مطالعه و با استعداد بود.
برادر بزرگتر او، فردریک ساموئل (۱۸۴۱–۱۹۰۱)، دارای مدرک BA از دانشگاه لندن بود و در سال ۱۸۷۷ کالج جدیدی در ایست‌بورن تأسیس کرد. او تا اواخر سال ۱۸۹۷ به عنوان مدیر مدرسه باقی ماند، اما تا سال ۱۹۰۱ به اداره مدرسه ابتدایی ادامه داد. او در سال ۱۹۰۱ در هتل گراند در ایست‌بورن درگذشت و در آن شهر به خاک سپرده شد.